# Zorzines ohtsukai
Zorzines ohtsukai är en fjärilsart som beskrevs av Sato 1990. Zorzines ohtsukai ingår i släktet Zorzines och familjen nattflyn. Inga underarter finns listade i Catalogue of Life.